# Деммин, Крейг
Крейг Деммин (англ. Craig Demmin; род. 21 мая 1971, Арима, Тринидад и Тобаго) — бывший тринидадский футболист, защитник.

## Клубная карьера
Начал серьезно заниматься футболом в университете Белхавена. Представлял команду на крупных студенческих соревнованиях. В 2008 году Деммин был включен в спортивный зал славы школы. Перейдя на профессиональный уровень, защитник провел два сезона в шотландском "Ист Файф". Затем он вернулся в США. В 2001 году провел один сезон в MLS за "Тампу-Бэй Мьютини". Завершил свою карьеру в 2008 году.

## Карьера в сборной
Крейг Деммин выступал за сборную своей родины - Тринидада и Тобаго. В 1996 году в ее составе он выступал на Золотом Кубке КОНКАКАФ в США. Всего за национальную команду провел семь игр.

## Тренерская деятельность
После завершения карьеры тринидадец работал одним из наставников в женской команде "Монро Коммьюнити Колледж". В 2011 году Деммин входил в тренерский штаб американского клуба "Рочестер Лансерс".

## Достижения
- Обладатель Открытого кубок США (1): 1999.

## Семья
Младший брат Крейга Дуэйн Деммин (род. 1975) также играл в футбол. На позиции защитника он выступал за американские команды низших лиг и играл за сборную Тринидада и Тобаго.